# Прокламација о присаједињењу 1913.
Прокламација о присаједињењу ослобођених области Краљевини Србији (или Проглас о присаједињењу јужних крајева) документ је који је краљ Петар I Карађорђевић потписао и свечано објавио у недељу, 7. септембра 1913. године у Рибарској Бањи код Крушевца.
Прокламација је директна последица одредби Букурешког мира (10. август 1913. године) којим је окончан Други балкански рат.
Овај документ се састоји из два дела: први део у коме се краљ обраћа српском народу и други део у коме се краљ обраћа народу ослобођених и присаједињених области.
Краљ Петар је иначе врло често посећивао Рибарску Бању због лечења реуме. Приликом тих посета био је смештен на првом спрату виле „Србија”.
Убрзо након доношења ове Прокламације, решењима Владе у ослобођеним областима су уведени царински прописи и трговински уговори (27. август/9. септембар 1913), поштански, телефонски и телеграфски прописи (29. август/11. септембар 1913) и прописи о таксама (4/17. септембар 1913). Успостављен је и нормализован железнички саобраћај у ранијим границама и ослобођеним областима (13/26. октобар 1913) и уведени поједини прописи Устава Краљевине Србије од 1903. године (20. новембар/3. децембар 1913). Министарство унутрашњих дела је донело распис о личним исправама и пасошима за кретање у ослобођеним областима Србије (23. новембар/6. децембар 1913). То је настављено и у 1914. години.
Оригинал Прокламације се налази у Архиву Србије и носи датум 25. август 1913. године, јер је тада у Србији још увек био у употреби стари – Јулијански календар.
У Рибарској Бањи је 2006. године постављена спомен-плоча на месту на коме је краљ Петар потписао Прокламацију. На спомен-плочи је исписан текст: "На овом месту 25. августа 1913. године Његово Величанство Краљ Петар Први Карађорђевић потписао је Декларацију о повратку Косова и Метохије матици, Краљевини Србији. Рибарска Бања, 2006. године". Мермерна спомен-плоча (димензија 80х60 cm) налази се на бедему испод виле "Славонија" (непосредно иза виле "Далмација"), у подножју степеница које се ка истоку пењу према вили "Црна Гора“.
Прокламација је објављена у „Српским новинама“, тадашњем службеном гласилу Краљевине Србије и то: први део у броју 186. од 1913. године у уторак, 27. августа 1913. године (по старом календару), a други део у броју 187. од 1913. године у среду, 28. августа 1913. године (по старом календару).
Први део Прокламације објавила је и „Политика“ у среду, 28. августа 1913. године (по старом календару), бр. 8457.
Иначе, тих дана су такође у Рибарској Бањи потписани укази о разним разрешењима и именовањима у полицији (20. август/2. септембар 1913) и војсци (24. август/6.септембар 1913). Истом приликом основан је „Вардарски дивизијски војни суд” као првостепени војни суд са седиштем у Скопљу у коме је већ раније био смештен Штаб Вардарске дивизијске обласне команде (24. август/6.септембар 1913).

## Географске карактеристике
Краљевина Србија је пре балканских ратова и ослобођења јужних крајева заузимала површину од 48.303 km2 на којој је 1912. године живело око 2.922.000 становника. Ово присаједињење Србији је донело 39.497 km2 нове територије на којој је живело око 1.208.000 становника. Проширење, односно присаједињење је обухватало већи део територије данашњег Косова и Метохије (без Пећи и Ђаковице са околином — у саставу Краљевине Црне Горе), Рашку област и територију данашње Републике Македоније. Ово значи да је Краљевина Србија у ратну 1914. годину ушла са површином од 87.800 km2 и 4.130.000 становника.